# Hirohito japán császár
Hirohito (裕仁)  (Tokió 1901. április 29. – Tokió 1989. január 7.) a hagyományos trónöröklődési jog szerint Japán 124. császára (tennó) 1926 és 1989 között. 1989. január 7-én bekövetkezett halála után a japán országgyűlés a Sóva (昭和天皇 Sóva Tennó) nevet adta neki, Japánban ugyanis az uralkodó személyes nevét tilos használni, ám a szigetországon kívül ma is Hirohitóként hivatkoznak rá. Ő uralkodott a japán császárok közül a legtovább. Rendeletei jelentős változásokat hoztak az ország társadalmában. Tengerbiológusként is működött. Zoológiai szakmunkákban nevének rövidítése: „Hirohito”.

## Élete a koronázásig
Tokióban született az Aoyama palotában, Josihito trónörökös és Szadako hercegné első fiaként. Gyermekkorában Micsi hercegként (迪宮 Michi no miya) hívták. Már nagyapja, Meidzsi japán császár halála után nyilvánvalóvá vált az, hogy egyszer ő örökli a trónt. Trónörökössé 1916. november 2-án nevezték ki.
A Gakusuin Főnemesi Iskola tanulója volt 1908-tól 1914-ig, ezután egy speciálisan a trónörökösök számára fenntartott intézetbe járt 1914-től 1921-ig. 1921. november 29-én Japán kormányzója lett betegeskedő apja mellett. 1922-ben, Hirohito utazásai során járt Nagy-Britanniában, Franciaországban, Olaszországban, a Vatikánban, Hollandiában és Belgiumban. Ő volt az első trónörökös, aki elhagyta a felkelő nap országát.
1924. január 26-án feleségül vette távoli unokatestvérét, Nagako hercegnőt, Kuni Kunijosi herceg legidősebb lányát. E házasságból 7 gyermeke született:
- Teru hercegnő (1925. december 9. – 1961. július 23.)
- Hisza hercegnő (1927. szeptember 10. – 1928. március 8.)
- Taka hercegnő (1929. szeptember 30. – 1989. május 26.)
- Jori hercegnő (1931. március 7. –)
- Akihito trónörökös (1933. december 23. –), 1989–2019 között Japán császára
- Hitacsi herceg (1935. november 28. –)
- Szuga hercegnő (1939. március 2. –)

Apjának, Josihitónak 1926. december 25-én bekövetkezett halála után lépett a trónra. Ekkor kezdődött el Japánban a Sóva (felvilágosult béke) korszak, amely egészen 1989-ig tartott. 1928. november 10-én, Kiotóban koronázták meg. Ő volt hosszú idő után az első olyan uralkodó, akinek szülőanyja az előző császár felesége volt.

## Uralma a második világháború alatt
Hirohito uralkodása alatt az országnak sok konfliktusa volt Kínával, ez előbb Mandzsúria japán megszállásában, utóbb pedig a második kínai–japán háborúban teljesedett ki. A második világháborúban Japán szövetséget kötött Németországgal és Olaszországgal, ezzel megalapítva a Róma–Berlin–Tokió-tengelyt. 1945 után sokan úgy vélték, hogy Hirohito volt a háború irányítója, míg mások szerint ő csak egy báb volt, és az igazi irányítók a hadsereg tisztjei voltak, mint például Tódzsó Hideki.
Sokan a második világháború alatt Kínában, Tajvanon, Koreában és Délkelet-Ázsiában Hirohitót Ázsia Hitlerjének tartották. Japán ázsiai inváziója miatt sokan ellenszenvesnek találták a császári családot. A tokiói perben mégsem vonták felelősségre, mert ez – Douglas MacArthur szerint – akkora felzúdulást váltott volna ki a japán népben, hogy további egymillió fővel kellett volna emelni a megszállók létszámát. Isteni mivoltáról le kellett mondania, a nép ezt elfogadta.